# Berufsverbot
Il Berufsverbot (traducibile come "interdizione professionale"), ufficialmente Radikalenerlass, è una legge federale tedesca che esclude dall'impiego pubblico soggetti dalle idee politiche radicali o estremiste.

## Storia
Introdotta nel 1972 tramite decreto in risposta ai crescenti episodi di terrorismo e alle rivolte studentesche, la legge sostituiva un precedente regolamento del 1957, che prevedeva che l'aspirante impiegato semplicemente si impegnasse a sostenere il "libero ordine democratico" dello stato, e prevede che un impiegato del settore pubblico o aspirante tale debba sottostare ad un'accurata indagine e se ritenuto ideologicamente radicale possa essere estromesso dai pubblici uffici.
Una volta approvata, la legge portò ad indagini su oltre 3 milioni e mezzo di dipendenti, ad oltre 2200 interdizioni e oltre 2000 procedimenti disciplinari.
Per la sua natura controversa, la legge ha fin da subito raccolto ampie critiche, venendo tacciata di incostituzionalità (in quanto sancisce una discriminazione in base alle idee politiche) e suscitando paragoni al Nazismo. A partire dalla metà degli anni '80 la legge è stata progressivamente rigettata da numerosi Länder e laddove è rimasta viene applicata in maniera blanda o di fatto disapplicata.

## Nella cultura di massa
La legge - che risponde alla concezione della 'streitbare Demokratie (democrazia militante) -  ha ispirato alcune opere letterarie, tra cui il romanzo ... schon bist du ein Verfassungsfeind di Peter Schneider e la celebre poesia "Artikel 3(3)" di Alfred Andersch.